# Kunstmuseum Gelsenkirchen

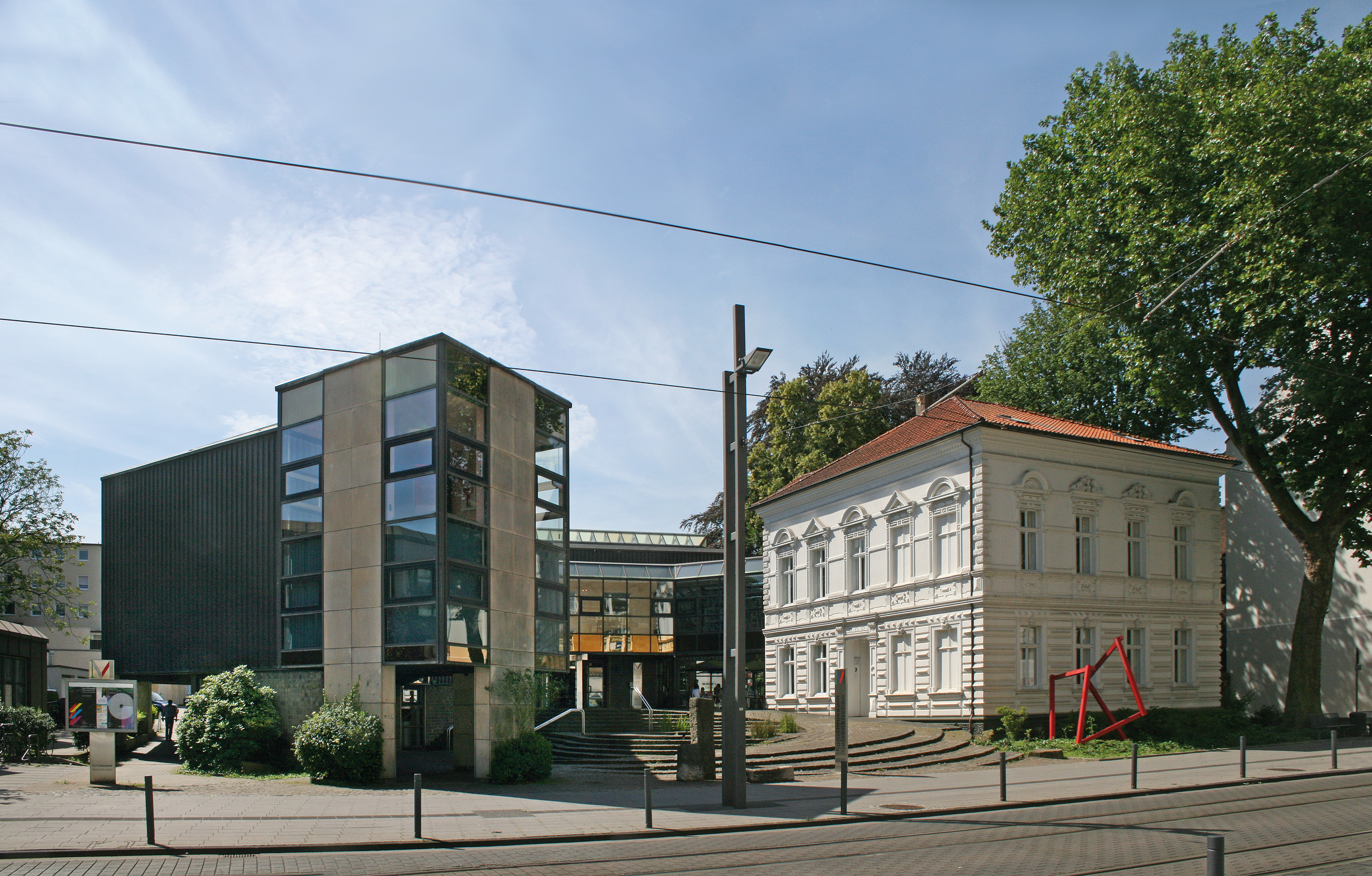
Das Kunstmuseum Gelsenkirchen im Stadtteil Buer besteht aus einem historischen Altbau (rechts) und einem Neubau des Architekten Albrecht Egon Wittig aus dem Jahre 1984.

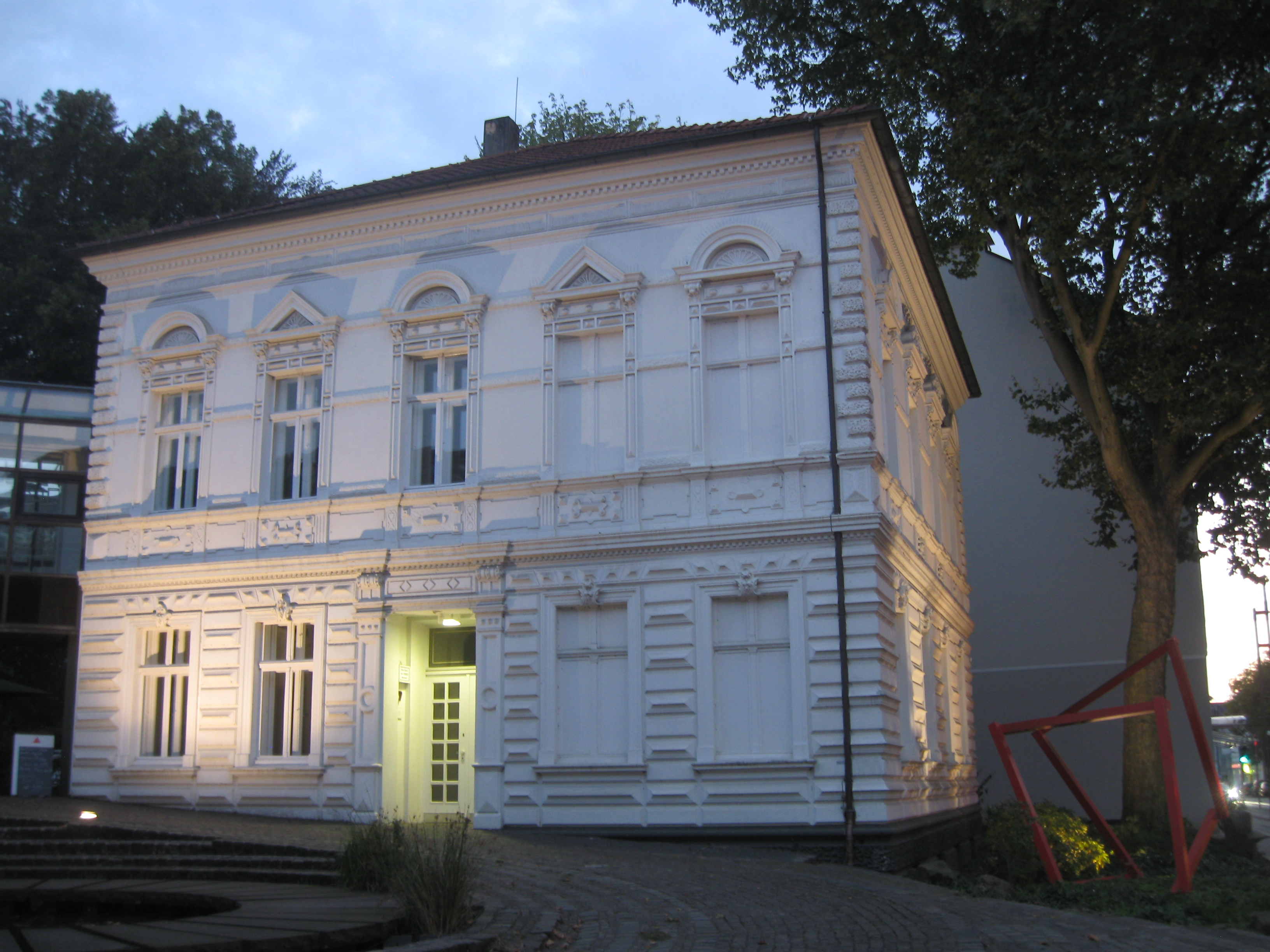
Denkmalgeschützte Alte Villa in der Horster Straße 7, Stammhaus des Museums, im August 2016

Das Kunstmuseum Gelsenkirchen ist ein städtisches Museum in Gelsenkirchen-Buer. Neben der Kunst der ersten Hälfte des 20. Jahrhunderts bildet eine umfangreiche Sammlung kinetischer Kunst den Schwerpunkt des Hauses. Das Haus hieß lange Zeit schlicht „Städtisches Museum“. Am 27. August 2008 beschloss der Kulturausschuss der Stadt Gelsenkirchen die Umbenennung in „Kunstmuseum Gelsenkirchen“. Der Eintritt ist frei.

## Geschichte

### Vorläufer
Das erste städtische Museum in Gelsenkirchen, das Kulturmuseum für Kunstgewerbe und Altertümer, befand sich im ersten Stock des von Josef Franke entworfenen Georgshaus an der Ahstraße. Das Gebäude wurde im Zweiten Weltkrieg stark beschädigt und später abgerissen.

### Gründung
1950 wurde das Städtische Museum Gelsenkirchen neu gegründet. Dem ersten Museumsdirektor Bernd Lasch stand ein für die damalige Zeit relativ hoher Ankaufsetat zur Verfügung, mit dem systematisch eine Sammlung geschaffen wurde, die einen Querschnitt der Kunstentwicklungen ab dem 19. Jahrhundert darstellt. Erstmals vollständig gezeigt wurde die Sammlung ab 1957 in einer Gründerzeit-Villa an der Horster Straße. Nach dem Ausscheiden von Lasch im Jahre 1966 wurde die Ankaufstätigkeit aus finanziellen Gründen weitgehend eingestellt und die Sammlung wurde magaziniert. 1971 wurde ein neuer Museumsleiter berufen und die Sammeltätigkeit in bescheidenem Rahmen wieder aufgenommen. Die Sammlung blieb jedoch weiterhin im Magazin.

### Museumsneubau
Anfang der 1980er Jahre bildete sich eine Bürgerinitiative, der unter anderem der städtische Kulturdezernent Peter Rose angehörte, die mit zurückhaltenden Schritten die Grundlagen für den Bau des heutigen Museumsbaus legte. Ein Baukostenzuschlag des Landes Nordrhein-Westfalen ermöglichte schließlich den Beginn der Planungen. Der erste Bauabschnitt des von dem Gelsenkirchener Architekten Albrecht Egon Wittig entworfenen Museums konnte 1984 eröffnet werden. Der Neubau steht in baulicher Verbindung zu der heute für Wechselausstellungen genutzten Alten Villa. Der von Wittig geplante Erweiterungsbau, der VHS und Stadtbücherei hätte beinhalten sollen, wurde bis heute nicht verwirklicht.

### Museum heute
Neben der ständigen Ausstellung werden in der Alten Villa Wechselausstellungen gezeigt, teils vom Museum selbst, teils vom Kunstverein Gelsenkirchen realisiert. Wiederkehrende Ausstellungen sind die Jahresschauen Gelsenkirchener Künstler sowie die in Kooperation mit der Kunstakademie Münster organisierten Ausstellungen junger Künstler. Aus Anlass der Ruhr.2010 beteiligt sich das Museum an den RuhrKunstMuseen. 
Leiterin des Museums war bis April 2022 Leane Schäfer, die in den Ruhestand ging. Seit dem 1. Dezember 2022 ist die neue Direktorin Julia Höner. Sie leitete vorher die private Stiftung Kai 10 – Athena Foundation in Düsseldorf.

## Sammlung

### Gemälde und Graphik
Der Schwerpunkt der Gemälde- und Grafiksammlung liegt auf den Strömungen der ersten Hälfte des 20. Jahrhunderts, wie z. B. Impressionismus, Fauvismus, Expressionismus (hier vor allem die Maler der Künstlergruppe „Die Brücke“) und Suprematismus. Vertretene Künstler dieser Epochen sind u. a.: Max Liebermann, Lovis Corinth, Max Ernst und László Moholy-Nagy. Die Kunst ab 1945 ist mit Werken des Surrealismus, Konstruktivismus, Tachismus und Pop Art bis hin zu Arbeiten aus jüngerer Zeit vorhanden. Vertretene Künstler dieser Epochen sind u. a.: Andy Warhol mit Cow Wallpaper, Karel Appel, Konrad Klapheck, Gerhard Richter und Victor Vasarely. Die Sammlung umfasst auch lokale Künstler.

### Plastik

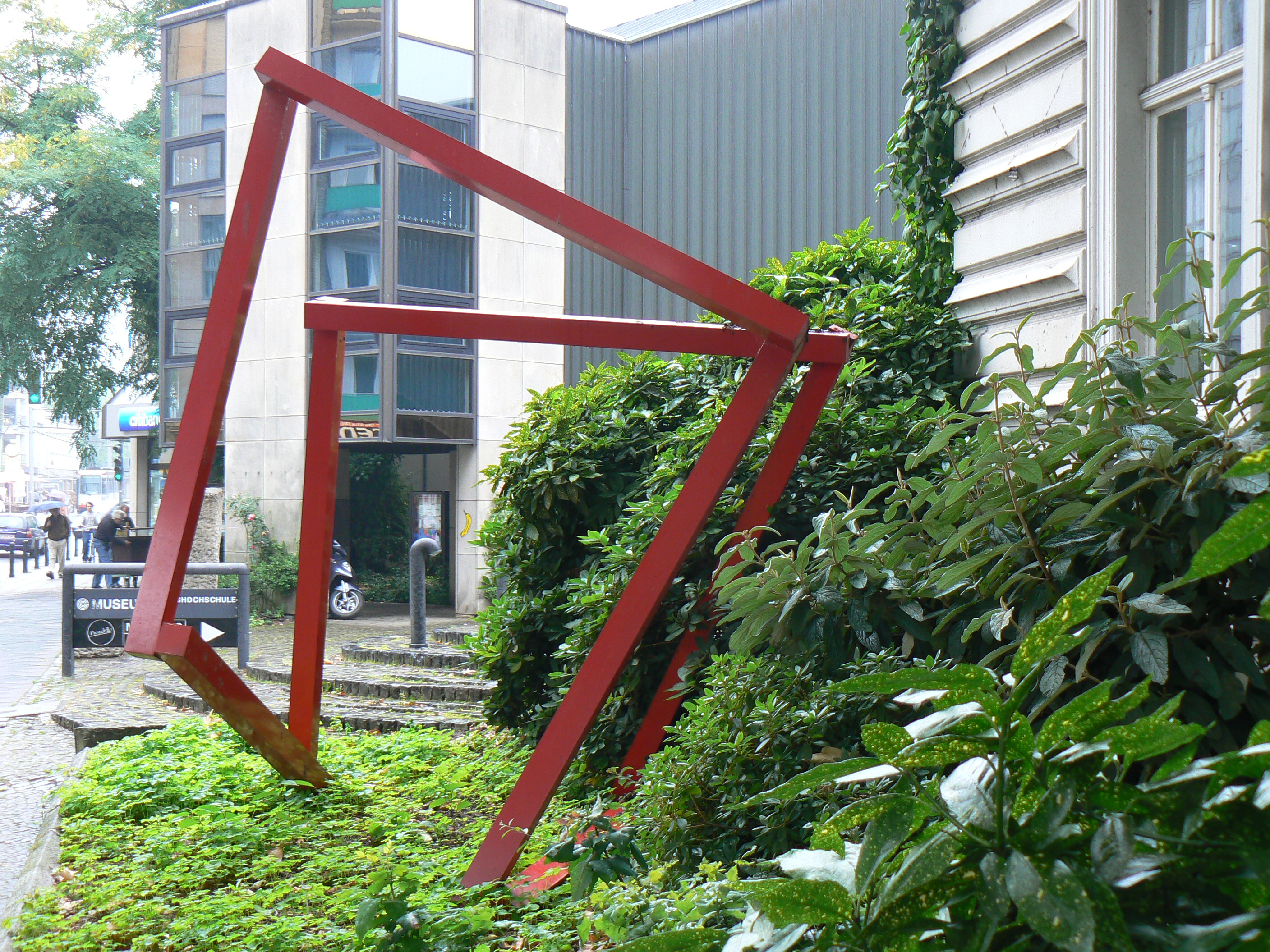
Elastic Cube (2000) von HD Schrader

Plastische Objekte findet man sowohl im Museum, als auch im Außenbereich, auf dem Vorplatz und im Museumsgarten. Vertretene Künstler sind u. a.: Ewerdt Hilgemann, Wulf Kirschner, HD Schrader und Günter Tollmann.

### Kinetische Kunst
Ein Schwerpunkt des Hauses ist die Sammlung kinetischer Kunst, die zu den größten in Europa gehört. Diese teils elektrisch betriebenen Arbeiten befassen sich mit Bewegung, Licht und Klang. Das Interesse an Kinetik rührt nicht zuletzt daher, dass die Künstlergruppe ZERO in den 1960er Jahren in Gelsenkirchen ausstellte. Die Kinetische Abteilung, die 2016 umfassend renoviert und neugestaltet wurde, umfasst u. a. Arbeiten von: Hartmut Böhm, Leo Erb, Heinz Mack, Günther Uecker und Rolf Glasmeier.

### Anton Stankowski
In jüngerer Zeit kam das Museum in den Besitz von Arbeiten des in Gelsenkirchen geborenen Künstlers und Kommunikationsdesigners Anton Stankowski. Die vornehmlich aus Serien von Siebdrucken, aber auch aus Skizzen und Fotografien bestehende Sammlung wird in der ständigen Sammlung präsentiert.

### Das Gemälde „Bacchanale“ von Lovis Corinth
Die Stadt Gelsenkirchen erwarb 1957 von der Galerie Czwiklitzer in Köln für ihr Museum das 1896 von Lovis Corinth gemalte Gemälde „Bacchanale“. Der Berliner Unternehmer Alfred Salomon hatte es 1936 von Rudolph Lepke’s Kunst-Auctions-Haus versteigern lassen müssen, um emigrieren zu können. Seine Witwe Martha Salomon erhielt nach dem Zweiten Weltkrieg eine Entschädigung für den Vermögensverlust. Im Jahre 2010 verlangten deren Erben die Rückgabe des Gemäldes, da es sich um Raubkunst handele. Die Beratende Kommission für die Rückgabe NS-verfolgungsbedingt entzogener Kulturgüter, insbesondere aus jüdischem Besitz empfahl im April 2016 die Übergabe des Gemäldes an die Erben. Die Stadt beschloss, dieser Empfehlung zu folgen.

## Kunstraub
Am 8. August 2008 wurden am helllichten Tag drei Grafiken aus dem Museum gestohlen. Es handelte sich um Arbeiten von Emil Nolde, Ernst Ludwig Kirchner und Otto Mueller, die seitdem spurlos verschwunden sind. In der Folge dieses Diebstahls, der großes öffentliches Interesse erregte, entstand eine Diskussion um den seit Jahren zu niedrigen Etat des städtischen Hauses, den fehlenden Versicherungsschutz und die Leitungsstruktur des Hauses. Kurz darauf wurde das Haus in Kunstmuseum Gelsenkirchen umbenannt.

## Galerie

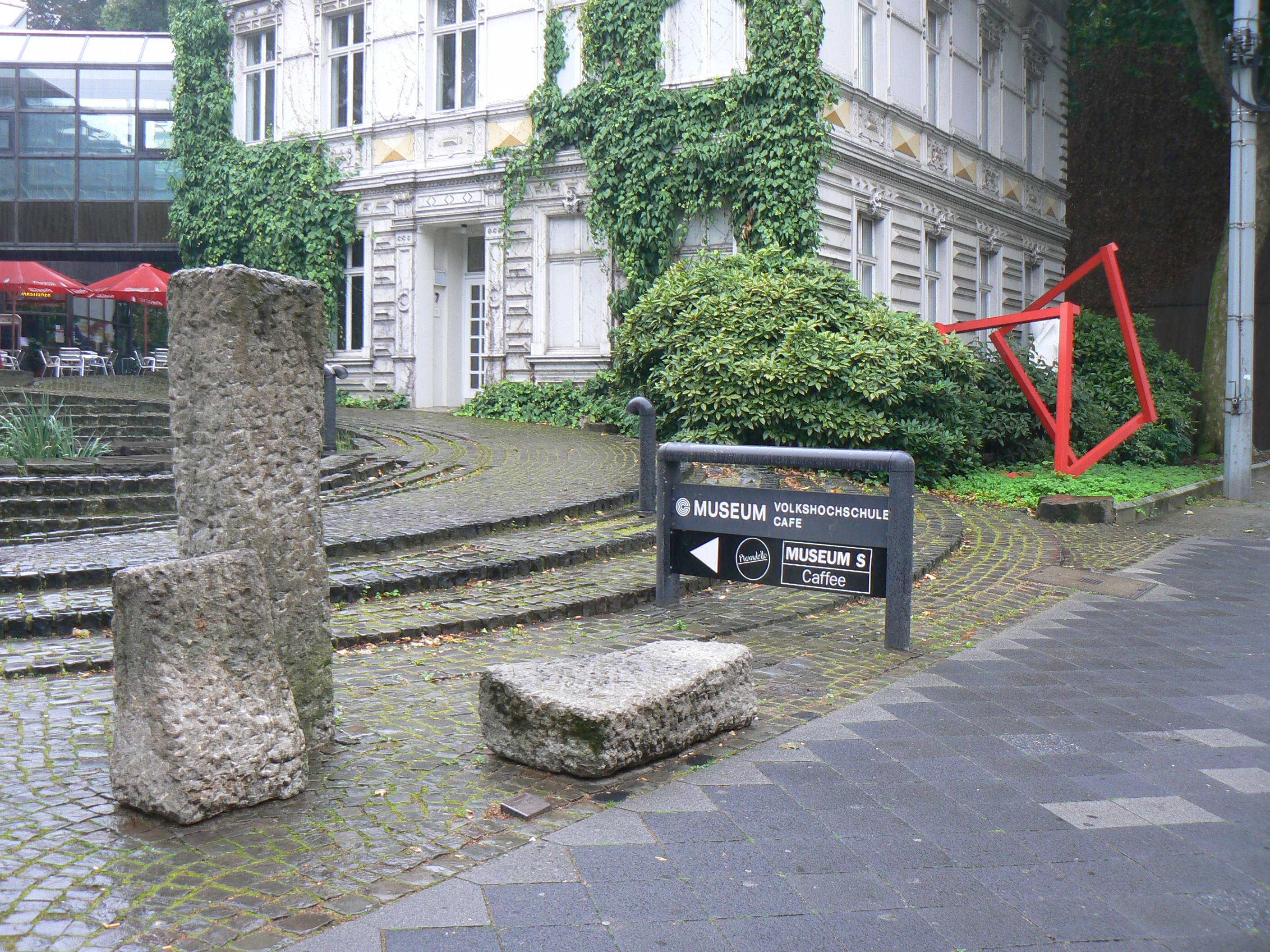
Steinskulpturen von Rolf Jörres vor dem Museum
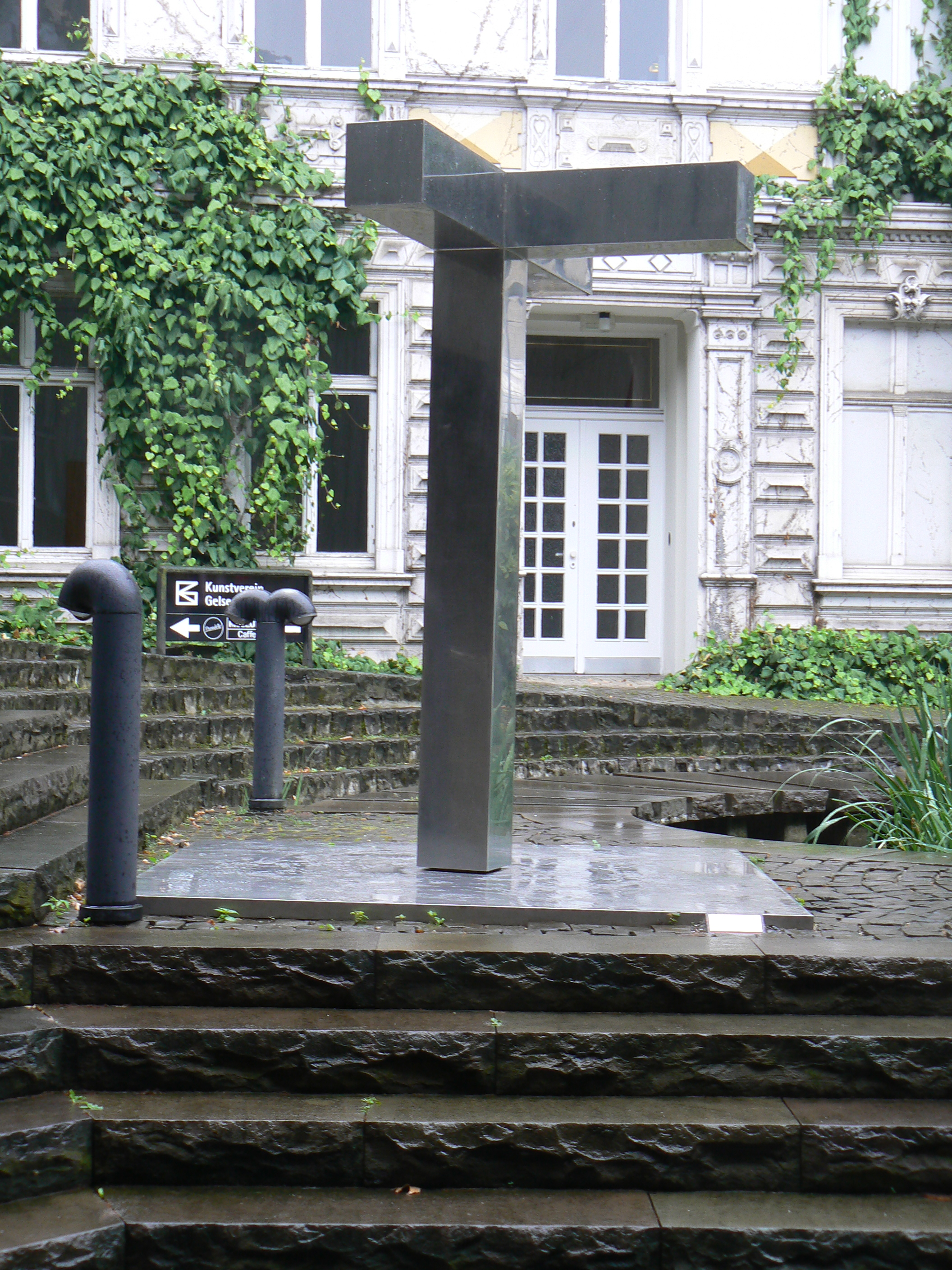
Skulptur ohne Titel von Günter Tollmann (1969)
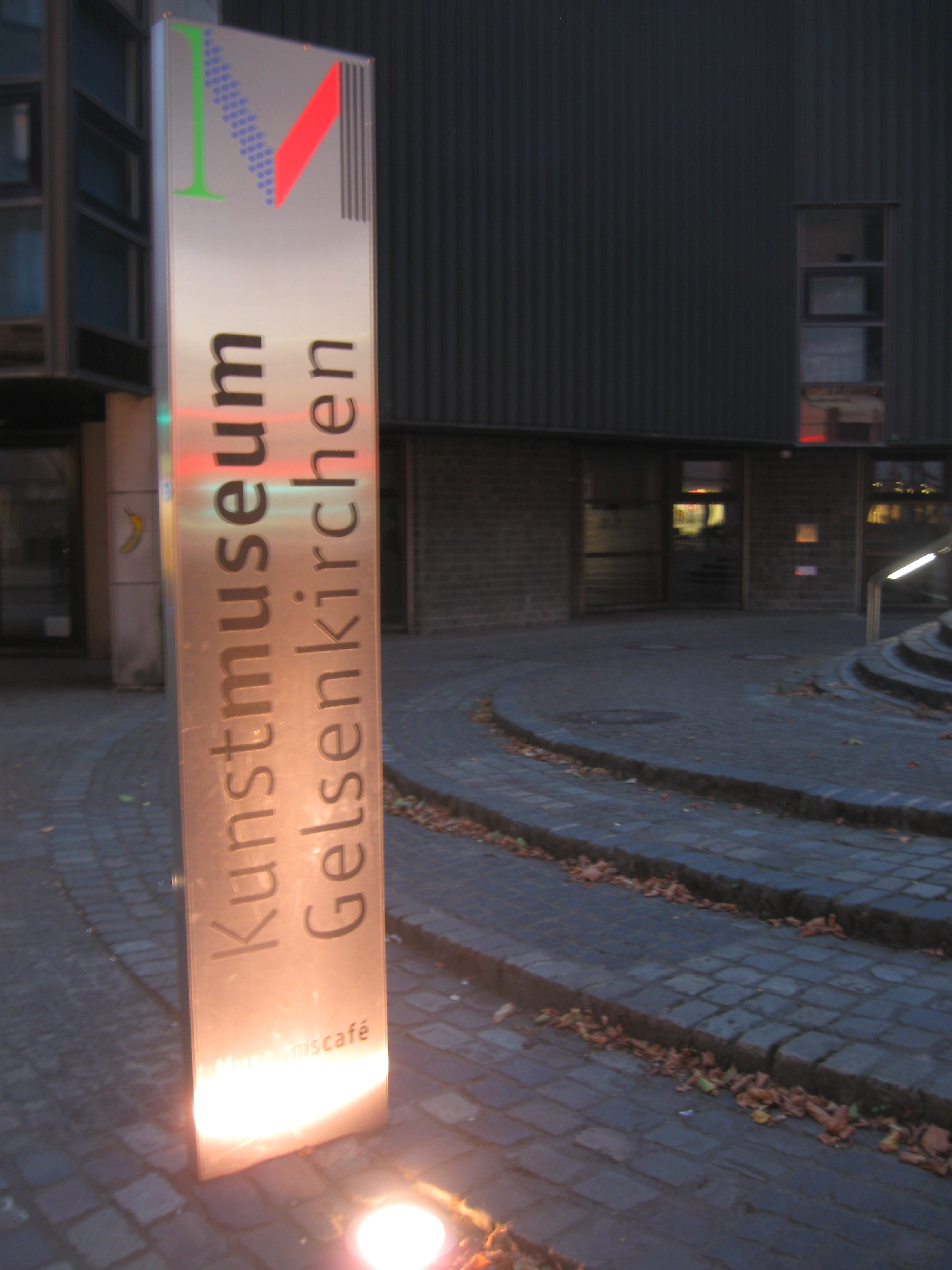
„Kunstmuseum Gelsenkirchen“